# Acanthurus triostegus
Acanthurus triostegus är en liten kirurgfisk som är gul med svarta streck. Den finns kring Hawaii, Samoa och Mauritius. De lever i stim om flera hundra individer.